# 巣湖市
巣湖市（そうこ-し）は、中華人民共和国安徽省合肥市東部にある県級市。市内に中国五大淡水湖の一つ、巣湖がある。

## 地理
安徽省中部の東寄りに位置する。肥東県・全椒県・含山県・無為県・廬江県などに接する。また巣湖を挟んで合肥市区と肥西県に接する。
2011年までは地級市であり、安慶市・六安市・合肥市・滁州市・江蘇省南京市に接していた。また長江を隔てて馬鞍山市・蕪湖市・銅陵市に接していた。

## 歴史
- 1999年7月、巣湖市（地級市）が設立された。
- 2011年8月22日、巣湖市（地級市）が廃止され、その市轄区・県が合肥市・馬鞍山市・蕪湖市に編入された。

かつては巣県と呼ばれ巣湖地区（1971年設置）に属した。1982年11月に巣県の大部分が県級市の巣湖市となり、1983年10月には巣県の残りは廃止され巣湖市に編入された。
1999年7月9日、国務院は巣湖地区の正式な廃止を決め地級市である巣湖市を置き、それまでの巣湖県級市は居巣区と改称された。地級市であった時期、巣湖市は1市轄区・4県を管轄していた。
- 居巣区
- 含山県
- 無為県
- 廬江県
- 和県

2011年に地級市の巣湖市が解体された後は、中心部であった居巣区が新たな「巣湖市」（県級市）に改称された。

## 行政区画
- 街道:中廟街道、亜父街道、臥牛山街道、鳳凰山街道、天河街道、半湯街道
- 鎮:欄桿集鎮、蘇湾鎮、柘皋鎮、銀屏鎮、夏閣鎮、中垾鎮、散兵鎮、烔煬鎮、黄麓鎮、槐林鎮、壩鎮鎮、廟崗鎮

## 交通
鉄道
- 淮南線
- 合九線（合肥市 - 九江市）

道路
- 合巣蕪高速道路
- 滬蓉高速道路

## 出身者
- 馮玉祥 - 中華民国の軍人。北京政府に属し、当初は直隷派であったが、後に国民軍を組織し、その指導者となった。
- 張治中 - 中華民国の軍人。中国国民党・国民革命軍の要人。国共内戦末期に中国共産党に起義（帰順）した。